# 馬頭角道政府合署

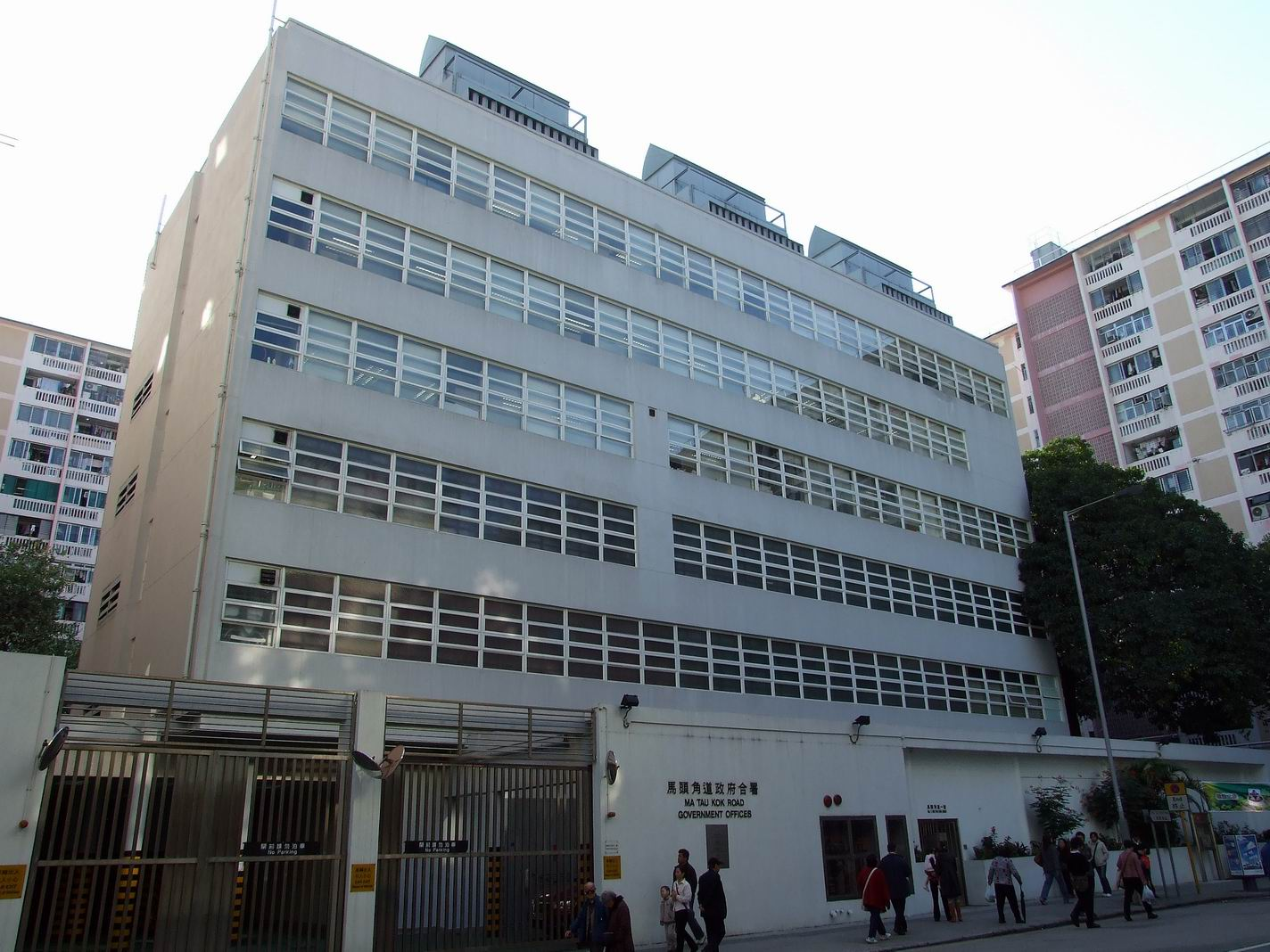
馬頭角道政府合署

22°19′22″N 114°11′14″E / 22.322809°N 114.187262°E
馬頭角道政府合署（英語：Ma Tau Kok Road Government Offices）是香港的一座政府合署，位處香港九龍馬頭圍馬頭角道1號，在馬頭圍邨範圍內，於1954年落成，樓高5層。
大樓原本是香港屋宇建設委員會的總部，但香港屋宇建設委員會於1973年解散後就更改用途。
大樓內主要有入境事務處的辦事處及招募中心等政府部門的辦事處。值得一提的是，當年的入境處華人延期居留組解散後，利用該組在馬頭角道政府合署騰出的地方，設置臨時羈留中心，收容違反入境法例、並即將遣返原居地的人士。
隨著入境事務處位於將軍澳的新總部於2024年啟用，並在該處設置羈留中心，此大樓內的羈留中心已於2024年12月2日關閉。

## 鄰近
- 馬頭圍邨
- 工聯會工人俱樂部大廈
- 欣榮花園
- 盛德街巴士總站

## 資料來源
1. ↑  . 港鐵.   [2016-11-10]. （原始内容存档于2012-05-29）. （页面存档备份，存于）（繁體中文）
2. ↑  佐敦道吳松街—油塘及鯉魚門（页面存档备份，存于）
3. ↑  佐敦道寧波街—藍田（页面存档备份，存于）
4. ↑  秀茂坪—佐敦道北海街（页面存档备份，存于）
5. ↑  觀塘同仁街—佐敦道上海街（页面存档备份，存于）
6. ↑  牛頭角站—佐敦道吳松街（页面存档备份，存于）
7. ↑  慈雲山＞銅鑼灣及灣仔（页面存档备份，存于）
8. 1 2  慈雲山—銅鑼灣鵝頸橋（页面存档备份，存于）
9. ↑  中環／灣仔＞牛頭角及觀塘（页面存档备份，存于）
10. ↑  西貢市中心—銅鑼灣登龍街（页面存档备份，存于）
11. ↑  觀塘宜安街＞西環卑路乍街, 西環修打蘭街＞觀塘宜安街（页面存档备份，存于）
12. ↑  香港仔湖北街—觀塘宜安街（页面存档备份，存于）
13. ↑  土瓜灣譚公道—愛民邨（页面存档备份，存于）
14. ↑  .   [2016-11-10]. （原始内容存档于2016-10-26）. （页面存档备份，存于）
15. ↑  土瓜灣欣榮花園—旺角先達廣場（页面存档备份，存于）
16. ↑  土瓜灣欣榮花園—美孚（页面存档备份，存于）